# Liste des maires de Lans-en-Vercors

## Période initiale inconnue puis présumée
La disparition des archives communales ne permet que d'exploiter les registres d'état civil. Ceux-ci apparaissent en 1793. En effet, en application de la loi du 20 septembre 1792 le registre paroissial des baptêmes, mariages et inhumations est cédé par le curé. Un officier d’état civil tient alors le registre des naissances, mariages et décès. En réalité la signature « Perrin curé » figure sur ce dernier jusqu’au 17 février 1794. Puis les officiers publics font suivre leur signature de diverses mentions. Il s’agit de « Aguiard Lordey substitut officier public », « Maréchal officier public provisoire », « Jean Jallifer provisoirement », « Louis Bonnet adjoint », « Blanc Gonnet officier public provisoire », puis aucun qualificatif n'est employé.

## Liste des maires
| Période                                  | Période                     | Identité                                      | Étiquette | Qualité |
| ---------------------------------------- | --------------------------- | --------------------------------------------- | --------- | --- |
| Les données manquantes sont à compléter. |                             |                                               |           | |
| 1796                                     | 1797                        | Blanc Gonnet                                  |           | |
| 1797                                     | 1798                        | Aimard                                        |           | |
| 1798                                     | 1801                        | Jean Martin Jarrand                           |           | |
| 1801                                     | 1805                        | Fayollat                                      |           | |
| 1806                                     | 1807                        | Moulin Traford Bellin                         |           | |
| 1807                                     | 1808                        | Michel Coynel                                 |           | |
| 1808                                     | 1812                        | Antoine Fayollat                              |           | |
| 1812                                     | 1815                        | Michel Coynel                                 |           | |
| 1815                                     | 1821                        | Antoine Jasserand                             |           | |
| 1821                                     | 1828                        | Henri Pierre Chabert-Moulin                   |           | |
| 1828                                     | 1835                        | Joseph Guichard                               |           | |
| 1835                                     | 1840                        | Achard Picard Jean Jasserand Joseph Guichard, |           | |
| 1840                                     | 1841                        | Pierre Fayollat                               |           | |
| 1841                                     | 1841                        | Antoine Francoz                               |           | |
| 1842                                     | 1847                        | Jean Chanas                                   |           | |
| 1848                                     | 1850                        | Auguste Momagnier                             |           | |
| 1851                                     | 1866                        | Eugène Moulin-Traffort                        |           | |
| 1866                                     | 1872                        | Auguste Momagnier                             |           | |
| 1872                                     | 1881                        | Eugène Moulin-Traffort                        |           | |
| 1881                                     | 1883                        | Joseph Blanc Gonnet                           |           | |
| 1883                                     | 1889                        | Eugène Moulin-Traffort                        |           | |
| 1889                                     | 1904                        | Henri Blanc-Gonnet                            |           | Suppléant du juge de Paix                                                                                                 |
| 1904                                     | 1909                        | Eugène Moulin-Traffort                        |           | Agriculteur-éleveur |
| 1909                                     | 1923                        | Alfred Achard Lombard                         |           | |
| 1923                                     | 1925                        | Séraphin Achard Picard                        |           | |
| 1925                                     | 1935                        | Pierre Chabert,                               | PRS       | Industriel, conseiller du commerce extérieur de la France                                                                 |
| 1935                                     | 25 août 1938                | Alfred Achard Lombard                         |           | |
| 1938                                     | 1953                        | Léon Blanc-Gonnet,                            |           | |
| 1953                                     | 1983                        | Léopold Fabre,                                |           | Médecin |
| 1983                                     | 2001                        | Bernard Jallifier-Ardent                      |           | Agriculteur, moniteur de ski, puis détaché par ministère de la Jeunesse et des Sports au parc naturel régional du Vercors |
| 2001                                     | 2008                        | Guy Charron                                   | DVD       | Fonctionnaire de catégorie A                                                                                              |
| 2008                                     | 2014                        | Jean-Paul Gouttenoire                         | PS        | retraité cadre Supérieur                                                                                                  |
| 2014                                     | En cours (au 30 avril 2014) | Michaël Kraemer                               | DIV       | Ingénieur |

## Pour approfondir